# Rønnede kommun
Rønnede kommun var en kommun i Storstrøms amt i Danmark, sedan 2007 ingående i Faxe kommun. Kommunen hade 7 247 invånare (2004) och en yta på 125,08 km². Rønnede var centralort.